# Parti travailliste brésilien
Ne doit pas être confondu avec Parti travailliste du Brésil ou Parti démocratique travailliste.
Pour les articles homonymes, voir PTB.
 (mars 2018).
Si vous disposez d'ouvrages ou d'articles de référence ou si vous connaissez des sites web de qualité traitant du thème abordé ici, merci de compléter l'article en donnant les références utiles à sa vérifiabilité et en les liant à la section « Notes et références ».
Le Parti travailliste brésilien (en portugais : Partido trabalhista brasileiro, abrégé en PTB) a existé de 1945 à 1965, puis a été refondé en 1981.

## PTB historique
Le premier PTB a été fondé à Rio de Janeiro, le 15 mai 1945 sur l'initiative de Getúlio Vargas, son principal leader, et le soutien du Queremismo, mouvement populaire demandant une assemblée constituante présidée par Getúlio. Durant sa première existence, il s'est allié avec le Parti social démocratique pour s'opposer à l'Union démocratique nationale.

## PTB actuel
Le PTB a été refondé lors de la transition démocratique dès les années 1980. Ivete Vargas (pt), la nièce de Getúlio Vargas, devint présidente du parti, mais une scission menée par Leonel Brizola aboutit à la fondation du Parti démocratique travailliste (PDT, centre gauche). Le PTB devint progressivement de centre droit.
Dirigé jusqu'à peu par Roberto Jefferson, il a appuyé le gouvernement Lula. Mais Jefferson, exposé dans un scandale de corruption, a lui-même exposé à l'Assemblée le dit « scandale des mensualités », qui a conduit à son exclusion du PTB, de l'Assemblée, et à la privation de ses droits civiques, le rendant inéligible jusqu'en 2015.

### Personnalités
- Cristiane Brasil : président du parti 2014-2016

### Annexe
- Histoire du Brésil
- Politique au Brésil